# Kakazai
O Kakazai, também conhecido como Loi ou Loye Mamund, uma divisão do clã Mamund, faz parte do Maior tribo de Tarkani, que se encontra principalmente na agência de Bajaur, no Paquistão, mas originalmente foi da província de Laghman, no Afeganistão. No entanto, cresceu e se dispersou até tal ponto que é reconhecido como uma tribo própria.

## Etimologia
O nome "Kakazai" significa "descendentes / descendentes / filhos de Kakae ou Kaka" (em Pashto, Kaka ou Kakae = um nome afegão contemporâneo para um homem. Também é usado para tio paterno. Zai = descendentes / descendentes / filhos de, Uma raiz também usada em outras tribos Pashtun, como Yousafzai). As variantes de ortografia incluem: Kakizi, Kakaezai, Kakezai, Kakaizai, Kakay Zai, Kakayzai, Kakeyzai, Kaka Zai e Kakkayzai.

## História

### História antiga
Os Kakazai, junto com outras tribos Pachtuns, vieram ao sul da Ásia durante invasões como as de Mahmud de Ghazni e Bahlul Lodi, instaladas em várias regiões.
Observando o legado marcial dos Pachtuns Kakazai, Pir Moazzam Shah em seu livro 'Tawareekh-e-Hafiz Rahmat Khani' (Página 89-91 - Originalmente publicado em 1624 DC) e Olaf Caroe em seu livro 'The Pathans 550 BC-AD 1957 "(Página 184-185 - Publicado pela primeira vez em 1958), escreveu sobre uma batalha entre os Yousafzais e os Dilazaks, em que Malik Haibu (Dilazak) recebeu o primeiro golpe de espada de Payenda Kakazai Tarklanri, mas acabou por ser decapitado com Burhan Kakazai Tarklanri Enquanto lutava ao lado dos Yousafzais para ajudá-los a conquistar Bajour dos Dilazaks.
Para os exércitos invasores, grande parte do Panjabe e outras áreas tornaram-se um repositório com casas de repouso, cantonamentos e postagens de fronteira estabelecidas para manter um olho nas coisas da região, bem como para manter-se a par das novas informações (como o possível enfraquecimento de outra Imperio, etc.), e muitos oficiais junto com suas famílias se instalariam lá. Como ainda é muito verdadeiro em grandes áreas de província de Khyber-Pakhtunkhwa e cinto Pashtun do Afeganistão, a terra é muitas vezes bastante estéril e hostil apenas capaz de hospedar uma população limitada. Uma vez que a população ou os números de uma tribo excederam um certo limiar, eles frequentemente viajariam para o leste para áreas mais regulares (província de Sind, Punjab, Caxemira, etc.) ou seriam expulsos por outras tribos na busca de terras agrícolas produtivas. A área de Sialkot, principalmente, bem como Faisalabad, Wazirabad e partes de Lahore, tinha terras produtivas muito produtivas e foram governadas por uma série de famílias pashtunes, muitas das quais eram Kakazai, mas também Burki e Niazi Pachtuns.

### Era britânica-Raj
Muitos Kakazai, Burki e outras famílias nobres de Pachtuns se estabeleceram anteriormente nos distritos de Jalandar e Gurdaspur da Índia britânica pré-independente, onde instalaram colônias. Um importante grupo Kakazai de Gurdaspur, East Panjabe, Índia, instalou-se em doze aldeias, incluindo Babal Chak, Faizullah Chak, Sut Kohiah (Satkoha) e Wazir Chak, perto de Dhariwal. Na independência em agosto de 1947, tendo sido dito inicialmente (sendo muçulmanos) seria no Paquistão, eles foram apanhados na violência que se seguiu e os sobreviventes deslocados quando sua área se tornou parte da Índia.

### Era moderna
Hoje, a maioria dos Kakazai reside no Paquistão e no Afeganistão.
No Afeganistão, residem no distrito de Marawara e nas áreas de Barkanai e Shortan de Kunar (província), bem como em algumas áreas de Laghman (província). bem como algumas áreas de Laghman.
No Paquistão, residem em todas as províncias, particularmente nas áreas de Dara Kakazai (Vale de Watelai, também conhecido como Mamund Valley), Bajaur Agency (áreas de Lagharai, Kalozai, Kaga, Mukha, Maina e Ghakhi de Tehsil Mamund), Lahore, Abbottabad, cidade de Peshawar, Sialkot (Os Kakazai ainda estão entre as tribos dominantes em Sialkot, apesar do sabor cosmopolita da cidade, e ainda são os proprietários originais de vastas partes da terra privilegiada neste distrito.), Dera Ghazi Khan, Quetta, Karachi, Caxemira, Jehlum, Bhalwal, Sargodha, Chakwal, Gujrat, Chak Karal, Isa Khel, Musa Khel e Killi Kakazai (Pishin, Baluchistão).
Consequentemente, os Pachtuns de Kakazai não residem em áreas de Pachto, apesar de praticar Pashtunwali e manter o hábito de vestir, culinária e marcial de acordo com suas tradições Pachtun, não falam exclusivamente Pachto, mas podem falar outras línguas indígenas do Paquistão, como Urdu, Punjabi, Siraiki, Hindko e Balochi.

## Subdivisões
- Daulat Khel
- Khulozai
- Mahsud Khel
- Maghdud Khel
- Mahmud Khel
- Umar Khel
- Yusaf Khel